# جورج بلورز
جورج بلورز (بالإنجليزية: George A. Blowers) أمريكي، أول محافظ لمؤسسة النقد العربي السعودي، تولى الإدارة في الفترة (1952 - 1954).

## أعماله
في عام 1371 هـ الموافق 1952 صدر مرسوم ملكي بتعيين جورج بلوارز كأول محافظ لمؤسسة النقد العربي السعودي. في فترة ادارته للمؤسسة قام بلوارز باعتماد جنيه الذهب السعودي عملة رسمية للمملكة العربية السعودية، وصدرت أول عملة ذهبية سعودية باسم عبد العزيز آل سعود في عام 1372 هـ الموافق 1952، وافتتحت المؤسسة فرعًا في مكة المكرمة والمدينة المنورة، وبهدف التيسير على الراغبين في أداء فريضة الحج من عناء حمل عملات معدنية ثقيلة الوزن أصدرت المؤسسة إيصالات الحجاج (الإصدار الأول) من فئة عشرة ريالات، ثم طُرح الإصدار الثاني من الفئة نفسها، ثم طُرح الإصدار الأول من فئة خمسة ريالات، ثم طُرح الإصدار الأول من فئة ريال واحد. وصدور مرسوم ملكي في عام 1374 هـ الموافق 1954 بالموافقة على استقالة المحافظ جورج بلوارز وتعيين السيد رالف ستانديش.